# Quercus radiata
Quercus radiata är en bokväxtart som beskrevs av William Trelease. Quercus radiata ingår i släktet ekar, och familjen bokväxter. Inga underarter finns listade i Catalogue of Life.